# 绩溪县
績溪縣位於安徽省東南部，屬宣城市，地处徽文化的核心區，是徽菜、徽墨、徽商和徽劇的重要发祥地之一，素有“徽廚之鄉”、“徽墨之鄉”、“無徽無成鎮，無績不成街”的美譽。績溪縣西與黃山區、歙縣、旌德縣接壤，東與浙江省临安市交界，南與歙縣相連，北與宣城市宁国市、旌德县毗鄰。為低山丘陵山區，西部為黃山支脈，東部為西天目山脈，主要山峰皆在千米以上。2007年3月18日被中华人民共和国国务院評為国家历史文化名城。区域总面积为1,126平方公里。

## 人口
根据安徽省宣城市第七次全国人口普查公报显示：绩溪县常住人口为138784人，男性人口占比50.65%，女性人口占比49.35%，年龄结构中0-14岁占比12.97%，15-59岁占比56.98%，60岁以上占比30.05%，65岁以上占比22.24%。

## 地理
績溪縣是含中山的低山丘陵山區，西部為黃山支脈，東部為西天目山脈，主要山峰皆在千米以上，縣域為長江水系和錢塘江水系的分水嶺，素稱“宣徽之脊”。境內大鄣、大會、大獒三山鼎立，從東北向西南、西北向東南傾斜。東部的清涼峰海拔1787.4米，是績溪的最高處；南端的江村環海拔125米，是績溪的低谷。徽嶺山脈綿亙中部，分縣境為嶺南、嶺北兩部分，兩地的語言和風俗習慣也有很大的差異。
境內河流交錯，溝穀縱橫，2千米以上的天然河流136條，總長831千米。主要河道登源河長55千米，扬之河、大源河各長40千米，三河流域面積582.5平方千米，占全縣總面積的52.6%。此外，戈溪、黃石坑、徽水、大鄣、卓溪等河皆長15千米。北流之水屬長江水系；南流、東流之水屬錢塘江水系。 績溪生物資源豐富，地形地貌多樣，氣候四季分明，生態環境良好，森林覆蓋率達到75.4%，是國家級生態示範區。
绩溪建于唐永泰二年（766），唐至宋宣和三年(1121)属歙州，此后至清属徽州府（路）。民国时期先后属安徽省芜湖道和第十、第七行政督察区。1949年后属徽州专区。1956年元月徽州专区与芜湖专区合并后属芜湖专区。1961年4月徽、芜分置后复属徽州。1988年元月划入宣城地区。

## 歷史

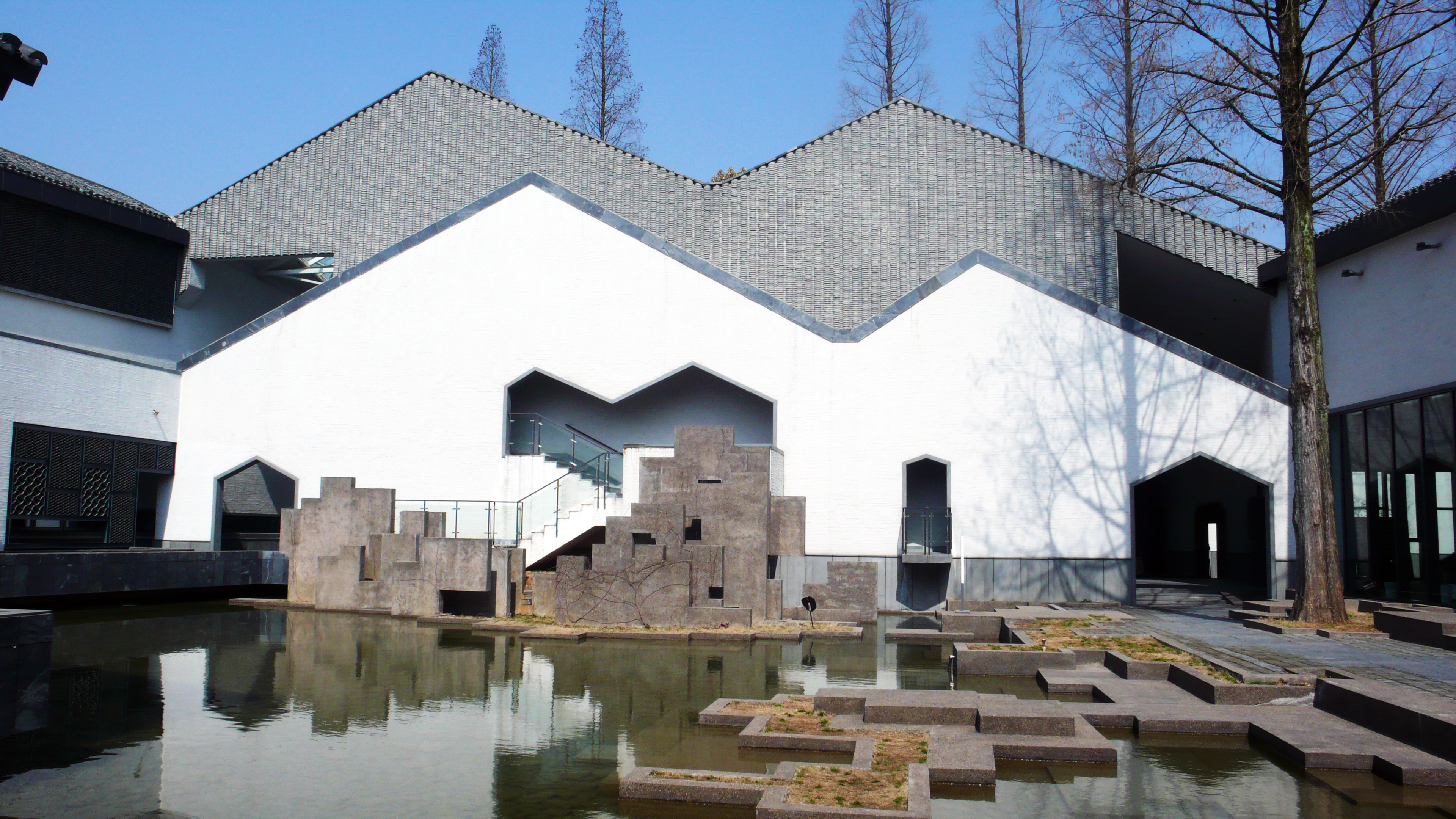
绩溪博物馆

现代考古工作者发掘了绩溪县境内胡家山、水渣山、方家园、社屋山新石器时期的文化遗址说明，早在五六千年前，这里的人类已有较高的物质文明，是较发达的农业区，属于“马家浜文化”、“仰韶文化”系统。尚古时期，这里的先民属古越族。
- 夏、商朝：屬揚州。
- 周朝：先屬吳，後屬越。
- 戰國：屬楚。
- 秦：屬會稽郡（治吴，今苏州市）。
- 漢：先屬丹陽郡（治宛陵，今宣州市區），後屬新都郡。
- 晉：稱新安郡。
- 南北朝：梁大同元年（535），置良安縣，屬新安郡。
- 唐：永泰二年（766年），置绩溪县（治今华阳镇），属歙州，属宣歙池观察使（治宣城，今宣州市區）。贞元三年（787年），歙州改属宣歙道（仍治宣州）。十二年十二月乙亥，歙州改属宣歙池都团练观察处置使（治宣州）。大顺二年（891年），歙州改属宁国军节度使（治宣州）。天复三年（903年），废宁国军节度使，改为都团练使。唐末，为吴王杨行密控制区，仍旧制。
- 宋：開寶八年（975年）十一月，绩溪县（仍治华阳镇）改属江南道歙州（仍治今徽城镇）。宣和三年（1121年）五月甲辰（二十四日），改歙州为徽州（仍治歙县）。
- 元：二十一年，屬江浙行省徽州路。至正十七年（1357）即宋（韓林兒）龍鳳三年，屬朱元璋江南行省徽州路，旋改徽州路為興安府。吳（朱元璋）元年（1367），改興安府為徽州府。
- 明：洪武元年（1368），屬中書省徽州府。十三年正月，屬六部直隸徽州府。永樂元年（1403），屬南京直隸徽州府。
- 清：順治二年（1645）九月，屬江南省徽州府。康熙六年（1667），屬安徽省徽州府。咸丰四年（1854年），太平军占领江南大部分地区，清廷将皖南地区府、州、县改由浙江巡抚代管，绩溪县在清军占领期间属安徽宁池太广道徽州府。五年十月十三日(1855年11月22日)，徽州府改属徽宁池太广道（治宁国府，今宣州市區）。
- 民國：元年（1912），裁府，直屬安徽省。3年設道，屬安徽省蕪湖道。17年，廢道，直屬安徽省。20年初，設首席縣長制，歸宣城縣長節制。同年10 月，屬安徽省第十行政督察區（治所休寧）。27年4月，屬皖南行署第十行政督察區。29年3月23日，直屬皖南行署，同年8月，改屬安徽省第七行政督察區。
- 中華人民共和國：1949年4月30日，績溪縣解放。5月13日，成立徽州專區，屬皖南區。1952年4月13日，屬安徽省徽州專區。1956年1月12日撤徽州專區，隸屬蕪湖專區。1961年4月13日，複設徽州專區，績溪縣屬之。1971年3月，徽州專區改稱徽州地區，仍屬之。1988年1月1日，劃屬宣城地區。[4]

## 地理和氣候
績溪縣東臨浙江臨安縣，南與西南臨安徽歙縣，西接旌德縣和太平縣，北靠宁国市（縣級）和旌德縣。
績溪多山多水，《寰宇記》說“以界內乳溪與徽溪相去一裡，回轉屈曲並流，離而複合，謂之績溪，縣因名焉”。境內有許多山高於1000米，其中清涼峰最高點達1787.4米，而境內最低點只有125米高。績溪是長江流域和錢塘江流域的分水嶺。
績溪屬亞熱帶季風氣候區。

## 行政区划
绩溪县下辖8个镇、3个乡：
华阳镇、临溪镇、长安镇、上庄镇、扬溪镇、伏岭镇、金沙镇、瀛洲镇、板桥头乡、家朋乡、荆州乡和生态工业园区。

## 交通
- 皖贛鐵路（绩溪县站）

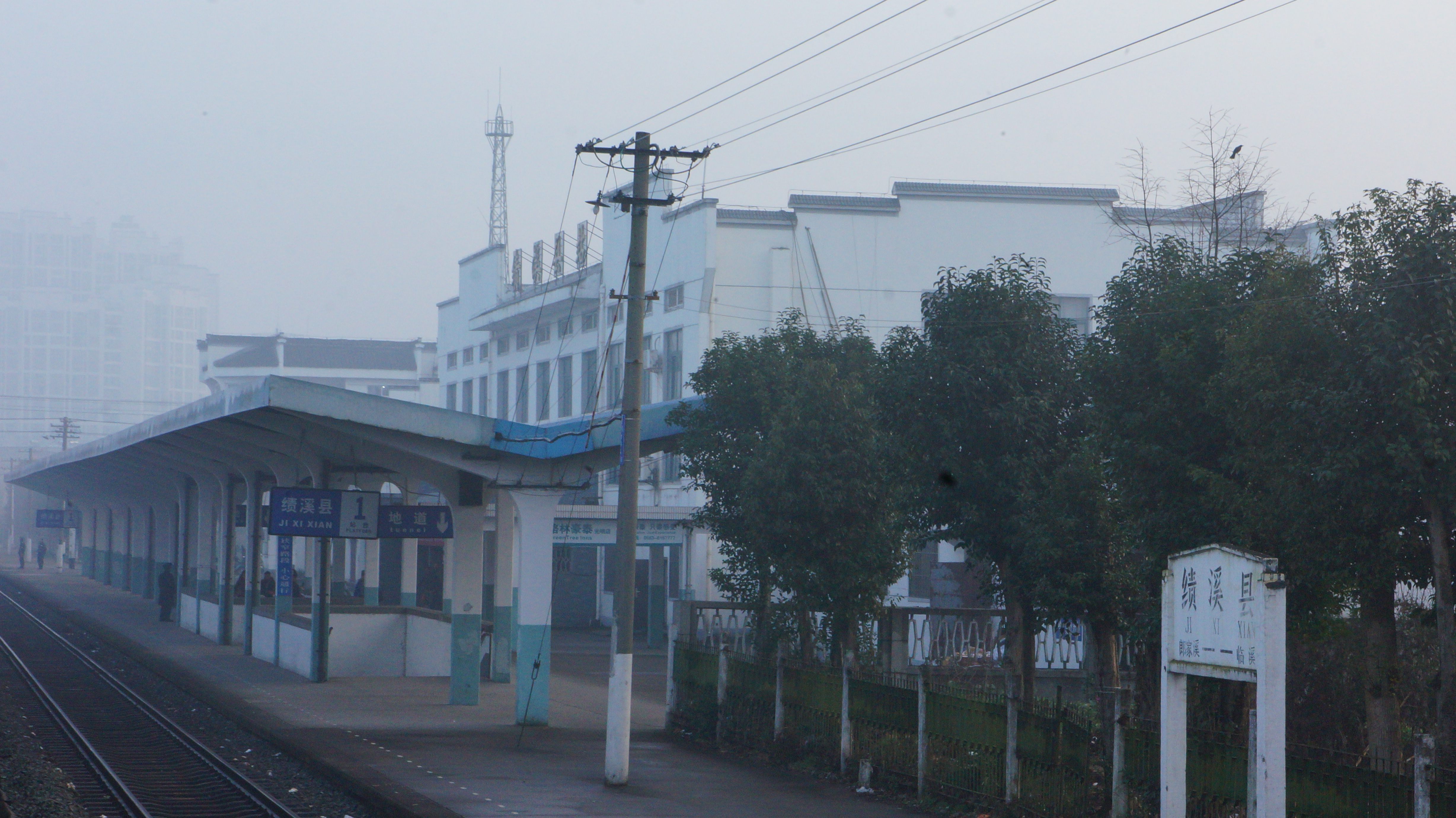
皖赣铁路绩溪县站

- 合福客运专线（绩溪北站）
- 215省道
- 217省道
- 新扬高速

## 經濟
2009年，績溪县完成生产总值27.51亿元，比上年增长14.2%；完成财政收入3.8亿元,比上年净增1.03亿元，增长37.3%；完成固定资产投资56.81亿元，增长59.6%；社会消费品零售总额10.9亿元，增长19.0%；进出口总额2574万美元，年均递增32.9%。2008年在安徽省县域分类考核居三类县第一，发展速度在宣城市居第一；2009年人均生产总值、人均财政收入等主要指标继续居全省同类县第一，发展速度居全市前列。

## 特產
績溪的一個特產是徽墨，即徽州墨，是中國制墨技艺中的一朵奇葩，也是聞名中外的“文房四寶”之一。“天下墨業在績溪。”清代徽墨四大家，绩溪有其二——绩溪人汪近圣、胡开文，尤以胡开文名冠海内外，從1782年開設至今，久传不衰。
2010年10月12日中国轻工业联合会正式授予宣城市绩溪县“中国徽墨之乡”荣誉称号，绩溪县委书记张平接受“中国徽墨之乡”授牌。　

## 风景名胜
- 清凉峰
- 龙川胡氏宗祠
- 太平军攻城图壁画
- 奕世尚书坊
- 冯村进士坊
- 胡家村新石器时代遗址
- 霞间窑址

## 姓氏及名人
明清以来，绩溪县望族叠出，诗书相继，名人辈出，被誉为“邑小士多”。
绩溪县十余万人口中，5个大姓为胡姓、汪姓、程姓、章姓、周姓。胡姓共有四大宗脉，北门金紫胡、龙川尚书胡、城东遵义胡、湖里明经胡。前中共中央总书记胡锦涛属于龙川胡，胡雪岩和胡适属明经胡。而明经胡为李姓后裔，故又称“李改胡”。